# USS Mahan (DDG-72)
USS Mahan (DDG-72) —  двадцять другий ескадрений міноносець КРО класу «Арлі Берк». Збудований на корабельні Bath Iron Works, приписаний до морської станції Норфолк, штат Вірджинія. Введений в експлуатацію 14 лютого 1998 року.

## Назва
Есмінець «Меген» отримав назву на честь Альфреда Тайєра Мегена, відомого військово-морського історика і теоретика, контр-адмірала, одного з засновників геополітики. Есмінець є четвертим кораблем з такою назвою в складі ВМС США.

## Будівництво
Корабель став 12-м кораблем даного класу, який був побудований на Bath Iron Works в Баті, штат Мен, відповідно до контракту від 08 квітня 1992 року.
Церемонія закладання кіля відбулася 17 серпня 1995 року. Спущений на воду 29 червня 1996 року. В цей же день відбулася церемонія хрещення. Хрещеною матір'ю стала Jennie Lou Arthur (Дженні Лу Артур), дружина адмірала Stanley R. Arthur (Стенлі Р. Артура) у відставці. Церемонія введення в експлуатацію відбулася 14 лютого 1998 року в місті Тампа, штат Флорида. 20 лютого прибув у порт приписки на військово-морську базу Норфолк, штат Вірджинія.

## Бойова служба
8 січня 2017 року екіпаж ракетного есмінця під час транзиту через Ормузьку протоку в Перську затоку зробив три попереджувальні постріли після того, як до нього на великій швидкості почали наближатися чотири катери Корпусу вартових ісламської революції.